# Portrait de Girolamo Mercuriale
Portrait de Girolamo Mercuriale – en italien Ritratto di Girolamo Mercuriale – est un tableau réalisé par la peintre italienne Lavinia Fontana en 1588-1589. De format vertical, cette huile sur toile est un portrait de Girolamo Mercuriale. Elle figure le médecin assis dans un intérieur face à la représentation d'un squelette humain dans un traité d'anatomie d'André Vésale, De humani corporis fabrica. Achetée par Henry Walters en 1902, l'œuvre est conservée au Walters Art Museum, à Baltimore, dans le Maryland, aux États-Unis.

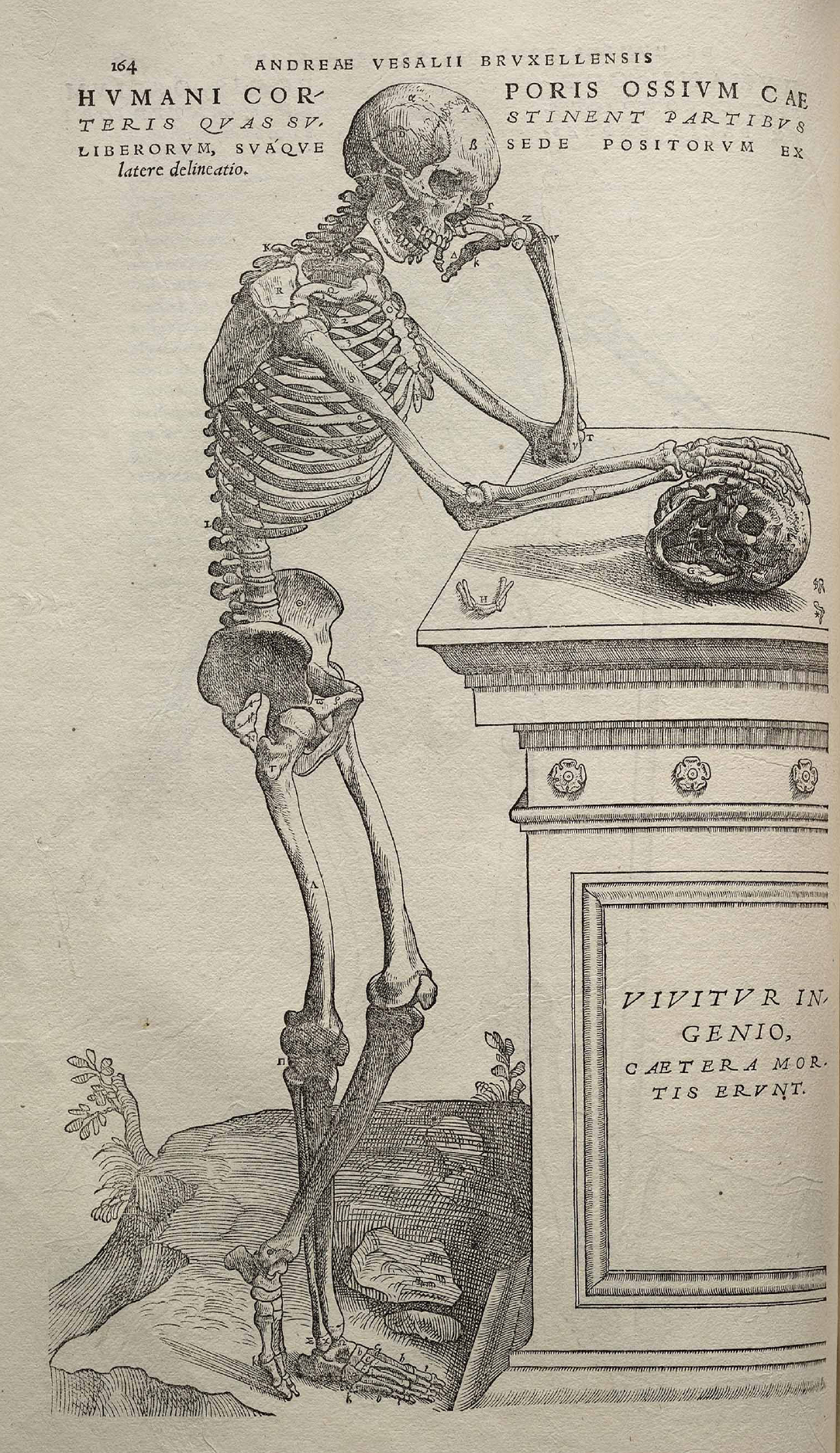
Illustration anatomique dans De humani corporis fabrica, par André Vésale.